# Tomáš Holub
Tomáš Holub (ur. 16 sierpnia 1967 w Jaroměřy) – czeski teolog, duchowny katolicki, biskup pilzneński od 2016.

## Życiorys
Urodził się w 16 sierpnia 1967 w Jaroměřy, jednak wychowywał się w Červeném Kostelcu koło Náchodu. Bardzo wcześnie zdecydował się na podjęcie drogi kapłańskiej, stąd też po ukończeniu szkoły średniej podjął studia teologiczne na Uniwersytecie Karola w Pradze, które ukończył w 1993 magisterium. Święcenia kapłańskie otrzymał 28 sierpnia 1993 z rąk bpa Karela Otčenáška w Hradcu Králové.
Bezpośrednio potem rozpoczął pracę duszpasterską jako wikariusz w Kutnej Horze oraz katecheta w tamtejszym gimnazjum św. Urszuli (do 1996 roku). Następnie został przeniesiony do służby w Czeskich Siłach Zbrojnych, gdzie był m.in. kapelanem jednostek wojskowych służących na misji w Bośni i Hercegowinie. W latach 1998–2006 był wikariuszem Czeskiego Wikariatu Wojskowego. W czeskim wojsku doszedł do stopnia pułkownika.
W latach 2007–2008 odbył studia podyplomowe z zakresu teologii moralnej na Papieskim Uniwersytecie Laterańskim w Rzymie. W 2008 roku Wydział Teologii Katolickiej Uniwersytetu Karola w Pradze nadał mu stopień naukowy doktora teologii w zakresie etyki chrześcijańskiej na podstawie pracy nt. Etyczne aspekty walki z terroryzmem w świetle nauk tzw. „wojny sprawiedliwej”.
1 marca 2008 roku został powołany do pracy w kurii diecezji hradeckiej, zostając jej wikariuszem generalnym (do 2010 roku). W 2011 roku objął funkcję sekretarza generalnego Konferencji Episkopatu Czech, pełniąc ją do 1 października 2016. Biegle posługuje się językami: angielskim, niemieckim i włoskim. 12 lutego 2016 roku papież Franciszek mianował go drugim w historii ordynariuszem diecezji pilzneńskiej. Sakry biskupiej udzielił mu 30 kwietnia 2016 ówczesny metropolita praski – kardynał Dominik Duka.